# Moonlander

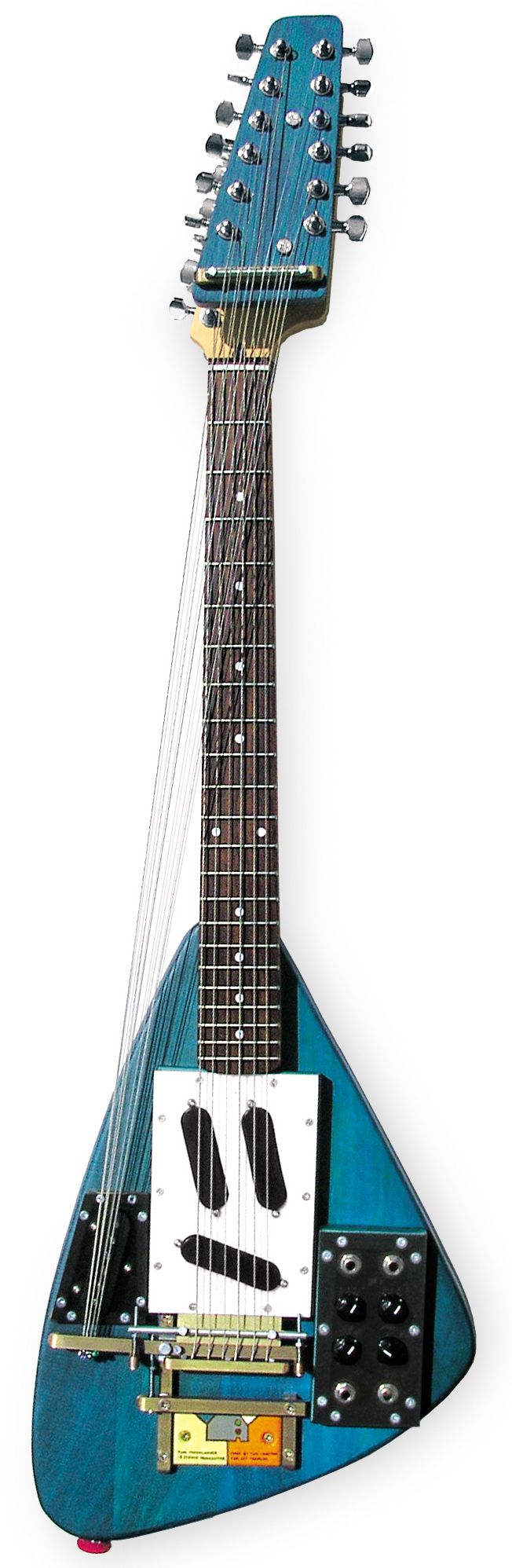
Moonlander

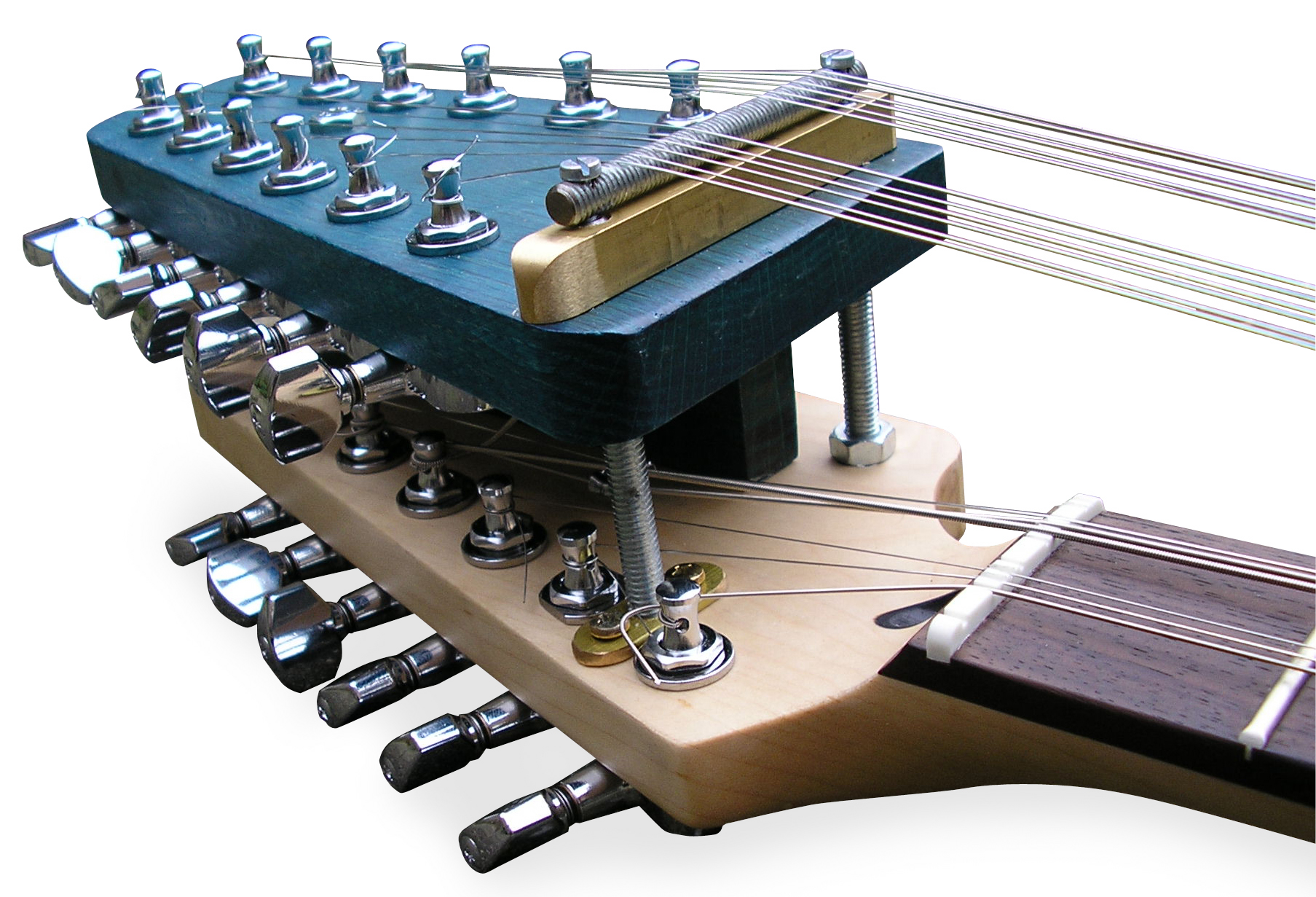
12 + 6

Moonlander är en 18-strängad elgitarr konstruerad 2007 av Yuri Landman. Instrumentet har två huvuden för att bära de 18 strängarna. 6 av strängarna är av vanlig typ och övriga 12 är så kallade resonanssträngar. Gitarren tillverkades i två exemplar, en åt Sonic Youths gitarrist Lee Ranaldo och en åt Landman själv.